# 6,5 × 52 mm Mannlicher-Carcano

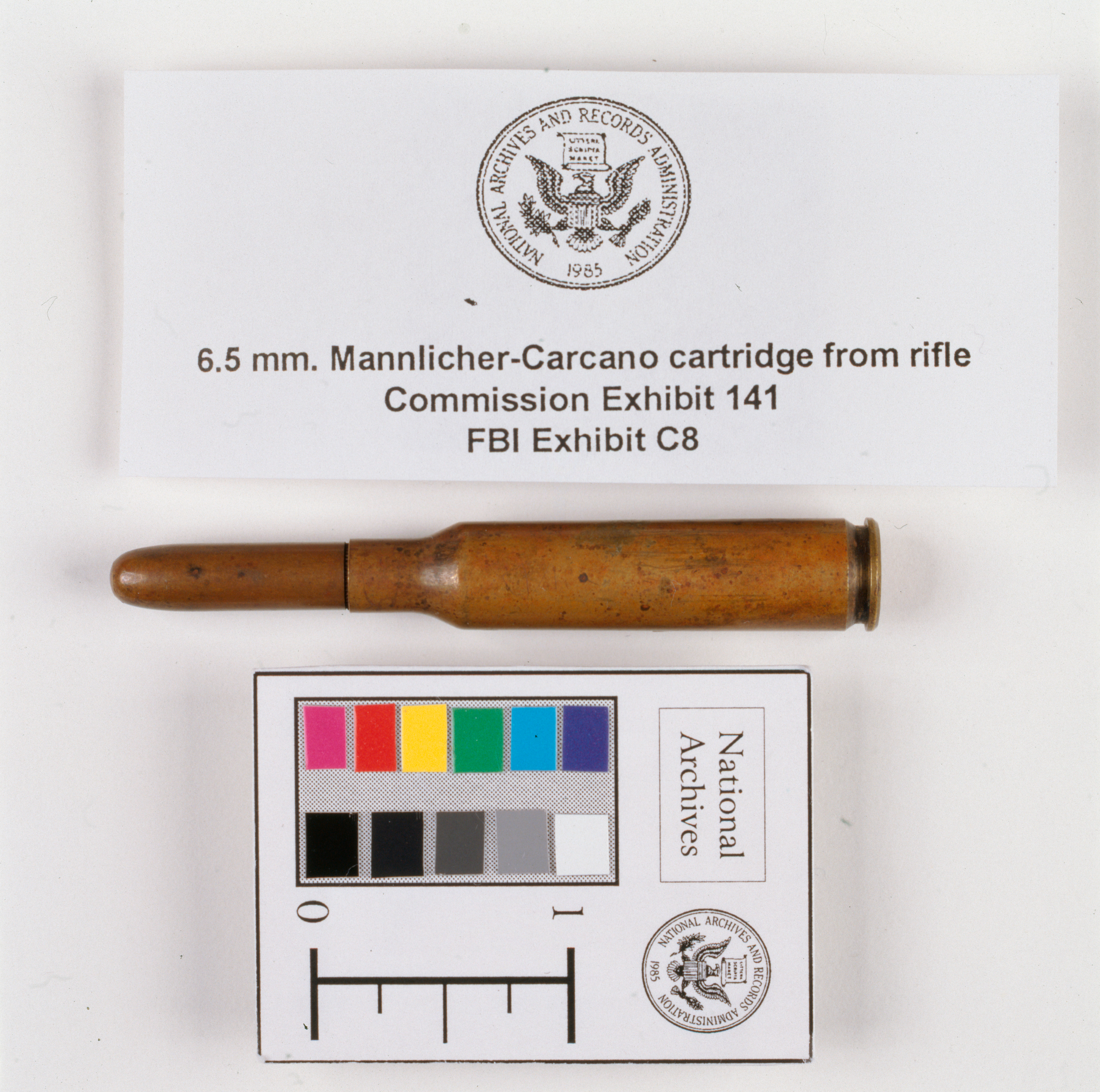
Un cartucho 6,5 x 52 Mannlicher-Carcano

El 6,5 × 52 mm Carcano o 6,5 × 52 mm Mannlicher-Carcano es un cartucho militar italiano de 6,77 mm (.266/67 cal.) con un casquillo abotellado sin pestaña, desarrollado entre 1889-1891 y empleado por el fusil Carcano M91 y varios de sus sucesores. En los Estados Unidos, se suele agregar el término "Carcano" para distiguirlo del cartucho de caza con pestaña 6,5 x 52 R (.25-35 Winchester, en los Estados Unidos). En términos de balística, su desempeño es muy similar al del 6,5 x 54 Mannlicher-Schönauer. 

## Diseño
Bajo la dirección de la "Commissione delle Armi Portatili " (Comisión de las Armas Portátiles, en italiano), creada en 1888 para desarrollar un cartucho con pólvora sin humo para el Ejército italiano, el "Reale Laboratorio Pirotecnico di Bologna" (Real Laboratorio Pirotécnico de Bolonia, en italiano) desarrolló y probó varios diseños distintos de cartuchos, con balas de calibres que iban desde 6 mm a 8 mm. Finalmente, debido también a la influencia del mayor Antonio Benedetti del Arsenal de Brescia (Secretario de la Comisión y un ferviente partidario de las ventajas de los calibres pequeños), el cartucho 6,5 x 52 fue definitivamente adoptado en marzo de 1890, antes del fusil que lo iba a emplear (que sería el Carcano M91).
Desde la adopción del cartucho, los técnicos de los arsenales se mostraron preocupados por las características de la carga propulsora de balistita original, ya que esta era considerada demasiado desgastante (llamas con temperaturas de 3000-3500 °C) e inestable bajo condiciones climáticas severas. Fueron probados varios tipos de cargas propulsoras, inclusive de cordita británica, pero sin resultados efectivos hasta que el Reale Polverificio del Liri (Fábrica de Explosivos Real de Liri, en italiano) desarrolló un nuevo explosivo llamado "Solenita", compuesto por trinitrocelulosa (40 %), dinitrocelulosa (21 %), nitroglicerina (36 %) y aceite mineral (3 %), modelado en grandes granos tubulares. La nueva carga propulsora redujo la temperatura de la llama (2600 °C) y demostró ser muy estable, siendo adoptada en 1896 y jamás cambiada hasta el final de la producción militar del cartucho.
El 6,5 x 52 Carcano fue diseñado como un cartucho de infantería, de acuerdo a las tácticas de la época, ya que el alza ajustable del fusil permitía disparar salvas a más de 2.000 metros. Fue el primer cartucho militar de pequeño calibre oficialmente adoptado, de una serie de cartuchos con características y desempeño similares tales como el 6,5 x 50 Arisaka (Japón), 6,5 x 54 R Mannlicher (Países Bajos y Rumania), 6,5 x 54 Mannlicher-Schönauer (Grecia), 6,5 x 55 Mauser Sueco (también llamado Krag-Jörgensen Noruego) y el 6,5 x 58 Portugués.
Al compararlo con otros cartuchos de calibres situados entre 7,62 mm y 8 mm (como el 8 x 50 R Lebel francés de 1886 y continuando con el 7,92 x 57 alemán, el 8 x 50 R austriaco, el .303 británico, el 7,62 x 54 R ruso, el 7,65 x 54 argentino y belga, el .30-40 Krag e incluso los posteriores .30-03 Springfield y .30-06 Springfield) puede hacer parecer a todos aquellos cartuchos calibre 6,5 mm como "poco potentes" y con poco poder de parada en teoría, frente a otros cartuchos y fusiles militares de aquel entonces. Por otro lado, los cartuchos calibre 6,5 mm tienen una larga serie de ventajas, tales como una trayectoria estable, una sobresaliente penetración a larga distancia, menor peso, menor retroceso y menores cantidades de materias primas para su producción.
El cartucho 7,35 × 51 mm Carcano, con el que se intentó sustituirlo, es considerado a veces como el primer cartucho intermedio, incluso antes que el 7,92 x 33 Kurz alemán y el 7,62 x 39 soviético.
El diseño original del cañón para disparar el cartucho 6,5 x 52 Carcano, desarrollado por el Arsenal de Brescia al mismo tiempo que el cartucho y antes que el fusil Carcano M91, tenía un ánima cónica con estrías profundas para evitar el desgaste, extender la vida útil de este y aumentar la precisión del arma. Al ser un cañón de ánima cónica, la tasa de rotación completa se obtiene en la boca de este, por lo que se reduce el torque de la bala durante la fase de mayor tensión material del ciclo balístico interno, reduciendo así el desgaste del cañón.

## Desempeño

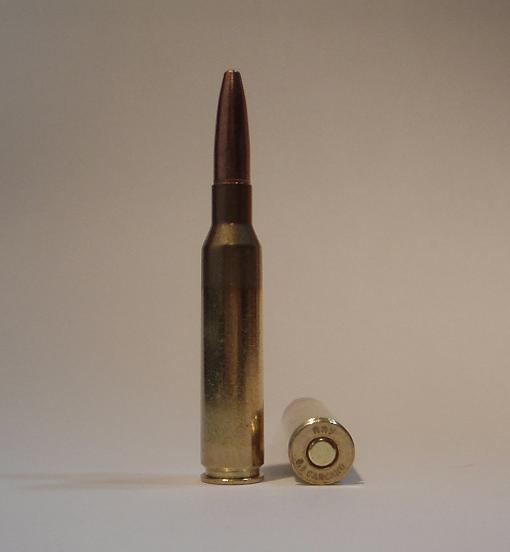
Un cartucho 6,5 x 52 Carcano, con una moderna bala de caza.

El cartucho 6,5 x 52 Carcano es efectivo para cazar ciervos a distancias de 200 m (220 yardas), empleando balas de caza. Su principal desventaja como cartucho militar era que la bala italiana estándar tenía una punta redonda y era muy estable (no se desviaba al penetrar, a menos que golpee un hueso), por lo que producía heridas estrechas que iban de lado a lado. Esta característica se debe a la alta densidad seccional de la bala (su gran longitud en comparación a su diámetro) y a los probables testimonios sobre el segundo disparo que "logró" herir mortalmente al Presidente John F. Kennedy y herir gravemente al Gobernador de Texas John Connally, cuya bala fue encontrada intacta sobre una camilla fuera de un quirófano del Hospital Parkland Memorial (sito en Harry Hines Boulevard 5201, al oeste de Oak Lawn en Dallas, Texas).
Quienes recargan cartuchos manualmente, deben tener en cuenta que la munición comercial disponible puede tener menos precisión debido al empleo de una bala de 6,7 mm (.264 pulgadas) en lugar de la bala original de 6,8 mm (.268 pulgadas).

## Usuarios notables
Este cartucho alcanzó cierta notoriedad al haber sido empleado por Lee Harvey Oswald, en un fusil Carcano M91/38 de la Segunda Guerra Mundial, para asesinar al Presidente John F. Kennedy